# 日本医学教育学会
一般社団法人日本医学教育学会（にほんいがくきょういくがっかい、英文名 The Japan Society for Medical Education）は、医学教育に関する研究の充実・発展・普及を目的として1969年に創立された学会。1997年、日本医学会への加盟が認められる。
事務所を、東京都文京区大塚5-3-13 小石川アーバン4階 学会支援機構内に置いている。

## 活動
- 主な活動[1]
  - 総会・学術大会・医学教育に関するセミナー・ワークショップ などの開催
  - 機関誌、「医学教育白書」、医学教育に関する図書・文献資料の刊行
  - 「医学教育者のためのワークショップ」の主催
  - 医学教育諸団体・省庁等との連携・協力、WHOなど国際教育諸機関との連絡や交流、会員・医学教育機関からのニーズに応えるサービスや協力

## 機関誌
- 『医学教育』 年6回

## 関連団体
- 日本学術会議
- 日本医学会
- 厚生労働省
- 日本医師会
- 社団法人 私立大学情報教育協会 医学情報教育研究委員会
- 医学教育振興財団